# Agatangelo (storico)
Agatangelo (fl. V secolo) è stato un storiografo armeno del V secolo, autore di una storia in cui si tratta dell'introduzione del cristianesimo in Armenia ad opera del primo apostolo di quella regione, Gregorio Illuminatore, detto anche San Gregorio Armeno, che morì attorno al 332.

## Biografia

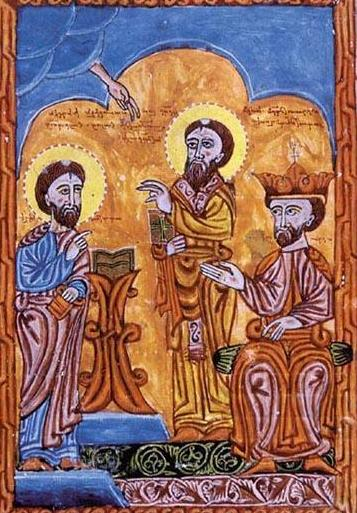
Agatangelo, Tiridate III e Gregorio Illuminatore, in una miniatura del XVI secolo

Non si sa molto di Agatangelo (in armeno Ագաթանգեղոս; in greco Ἀγαθάγγελος "Portatore di buone notizie"), un nome forse fittizio. Nonostante tratti argomenti risalenti all'epoca di Tiridate III, re d'Armenia dal 286 al 330, la sua Storia è stata redatta attorno alla metà del V secolo ed è stata citata per la prima volta nella Storia dell'Armenia di Lazzaro di Parp. 
L'opera di Agatangelo, Storia degli Armeni, racconta della conversione degli armeni al cristianesimo attraverso la vita ed i discorsi di San Gregorio, trascritti dal greco in lingua armena con evidenti parzialità a favore del popolo armeno. Il testo greco è recentemente stato riconosciuto come non originale ma risultato di una traduzione probabilmente della seconda metà del VI secolo. Il testo originale sarebbe dunque precedente, in lingua armena, risalente alla seconda metà del V secolo. 
Lo storico e orientalista Alfred von Gutschmid (1835-1887) ha sostenuto che l'ignoto autore armeno si sia avvalso di autentiche notizie sulla vita di San Gregorio e della vita e del martirio di Santa Ripsima (in armeno Hripsime) della priora Gaiana e delle sue 35 compagne. In realtà i dati storici in quest'opera risultano mescolati con leggende ed integrazioni di origine incerta.
Il libro di Agatangelo è stato tradotto in diverse lingue, tra cui la greca e la latina riprodotte negli Acta Sanctorum Bollandistarum, volume VIII.

## Opere

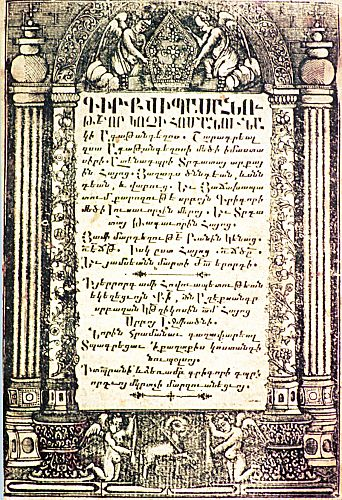
Edizione moderna della Storia degli Armeni di Agatangelo (Istanbul, 1709)

- Storia di Agatangelo, versione italiana illustrata dai monaci armeni Mechitaristi; riveduta quanto allo stile da Niccolò Tommaseo, Venezia: Tipografia armena di San Lazzaro, 1843 (Google libri); edizione fotostatica: ISBN 9781147989786
  - Traduzione in lingua inglese di Robert W. Thomson, History of the Armenians, State University of New York Press, 1974, ISBN 0873953231